# Alysia gamaiun
Alysia gamaiun är en stekelart som beskrevs av Sergey A. Belokobylskij 1998. Alysia gamaiun ingår i släktet Alysia och familjen bracksteklar. Inga underarter finns listade i Catalogue of Life.